# Cyrtogonone
Cyrtogonone é um género botânico pertencente à família Euphorbiaceae.

## Espécie
Cyrtogonone argentea Prain